# Hypsipyla robusta
Hypsipyla robusta là một loài côn trùng trong họ Pyralidae. Loài này được Moore miêu tả khoa học đầu tiên năm 1886.
Đây là loài gây hại của cây Toona ciliata, phát triển phổ biến ở Ghana.